# Luís I, Grão-Duque de Baden
Luís I de Baden (9 de fevereiro de 1763 - 30 de março de 1830) foi o governante de Baden de 1818 até à sua morte. Por não ter descendentes foi sucedido pelo seu meio-irmão Leopoldo.

## Família
Luís era o terceiro filho do primeiro casamento do marquês Carlos Frederico de Baden com a condessa Carolina Luísa de Hesse-Darmstadt. Os seus avós paternos eram o príncipe-herdeiro Frederico de Baden-Durlach e a princesa Amália de Nassau-Dietz. Os seus avós maternos eram o conde Luís VIII de Hesse-Darmstadt e a condessa Carlota de Hanau-Lichtenberg.

## Biografia
Luís assegurou a continuidade da Universidade de Freiburg em 1820, depois do qual esta se passou a chamar Universidade Albert-Ludwig em sua honra. Também abriu o Instituto Politécnico de Karlsruhe em 1825. O politécnico é a escola técnica mais antiga da Alemanha.
A morte Luís em 1830 levou a muitos rumores e significou o fim da sua linha de sucessão na família de Baden que continuou num ramo diferente através dos filhos do segundo casamento morganático do seu pai com Luísa Carolina Geyer von Geyersberg. Luísa tornou-se condessa de Hochberg, um título de nobreza austríaco, graças à intervenção do seu pai Carlos Frederico.
Após a morte de Luís, houve muita polémica devido a um misterioso rapaz de dezassete anos chamado Kaspar Hauser, que tinha aparecido do nada em 1828. Dezessete anos antes, o primeiro filho do futuro grão-duque Carlos II de Baden e da sua esposa Estefânia tinha morrido em circunstâncias que, mais tarde, foram consideradas misteriosas. Houve muita especulação na altura, que continua até aos dias de hoje, se Kasper, que foi assassinado em 1833, não seria essa criança.
Juntamente com o arquitecto Friedrich Weinbrenner, Luís é responsável pela grande maioria dos edifícios clássicos do centro da cidade de Karlsruhe e foi também ele que construiu a pirâmide.